# Arai-juku

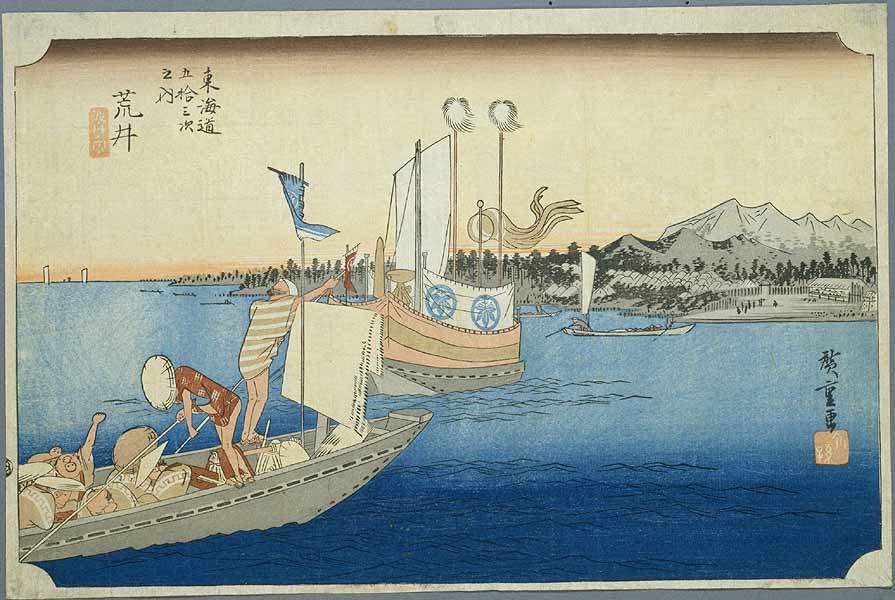
Stacja w latach 30. XIX wieku, Hiroshige Andō

Arai-juku (jap. 新居宿 Arai-juku) – trzydziesta pierwsza z 53 stacji szlaku Tōkaidō, położona obecnie w mieście Kosai, w prefekturze Shizuoka w Japonii.